# Gacs Emilián Béla
Gacs Emilián Béla (Edve, 1912. április 29. – Pannonhalma, 1988. január 8.) bencés szerzetes, tanár.

## Élete
1932. augusztus 6-án belépett a bencés rendbe, 1937-ben ünnepi fogadalmat tett és 1938. június 29-én szentelték pappá. Magyar-latin szakos tanári oklevelet szerzett, majd Budapesten lett gyakorló tanár. 1939-től Kőszegen, 1942-től Pannonhalmán, 1943-tól ismét Kőszegen volt gimnáziumi tanár. 1945-től Tihanyban gazdasági vezető, 1946-tól előbb Zalaapátiban, majd Sopronban házgondnok. 1947-től Csepelen gimnáziumi tanár, 1948-tól Velencén lett káplán. 1959-től Vértesacsán lelkész.
Szoszna Demeter énekeskönyvéről írt művében egy ismeretlen szerző kéziratos énekesgyűjteményét elemezte. Az eredeti mű 1703-1734 között lejegyzett 422 magyar egyházi éneket, 4 latin himnuszt és prózai szövegeket tartalmaz hangjegyek nélkül. Ebből 56 ének saját anyag, egy részük a Dunántúlon ismert, több a későbbi gyűjtésekben sem fordult elő. Szoszna jegyezte föl a Boldogasszony Anyánk (Hozsanna 284) legrégibb változatát, amely Lancsics Bonifác költeménye.

## Művei
- 1938 Szoszna Demeter György kéziratos énekeskönyve (1714–15). Pannonhalma
- 1938 A Pannonhalmi könyvtár ismeretlen egyházi énekeskönyvei. Irodalomtörténeti Közlemények 48/2, 187-191.